# Corrado Lorefice
Corrado Lorefice (Ispica, 12 oktober 1962) is een Italiaans geestelijke en aartsbisschop van de Rooms-Katholieke Kerk.
Lorefice studeerde aan het seminarie, behaalde een licentiaat in de moraaltheologie en werd op 30 december 1987 priester gewijd. Daarna promoveerde hij tot doctor in de theologie.
Hij vervulde vervolgens verschillende parochiale functies binnen het bisdom Noto op Sicilië en doceerde aan het seminarie aldaar. Lorefice was tot zijn benoeming tot aartsbisschop pastoor van de parochie van San Pietro Apostolo en deken van Modica. Daarnaast was hij als bisschoppelijk vicaris belast met het beleidsveld van de pastorale zorg.
Op 27 oktober 2015 benoemde paus Franciscus hem tot aartsbisschop van Palermo als opvolger van kardinaal Paolo Romeo die met emeritaat ging.
- Bibliothèque nationale de France: cb16687743k (data)
- Gemeinsame Normdatei: 1015506763
- International Standard Name Identifier: 0000 0003 5636 5175
- Library of Congress Control Number: no2011130660
- Istituto Centrale per il Catalogo Unico: BVEV121267
- Système universitaire de documentation: 159025850
- Virtual International Authority File: 186237647
- WorldCat: E39PBJmTqxxPXt7vKG3hwPgYfq